# فابين روبيرت
فابين روبيرت (بالفرنسية: Fabien Robert)‏ (مواليد 6 يناير 1989 في هينبونت - فرنسا) لاعب كرة قدم فرنسي يلعب حاليا لصالح نادي الدرجة الأولى بولوني الفرنسي منذ 2009 في مركز الوسط المهاجم كما يجيد اللعب في مركز المهاجم .

## روابط خارجية
- فابين روبيرت على موقع قاعدة بيانات كرة القدم.إي يو (الإنجليزية)
- فابين روبيرت على موقع كووورة
- فابين روبيرت على موقع AS.com (الإسبانية)